# Альбоин (герцог Сполето)
Альбоин (лат. Alboin; казнён в 758) — герцог Сполето (757—758).

## Биография
О происхождении Альбоина сведений в средневековых исторических источниках не сохранилось. Вероятно, он принадлежал к одной из знатных лангобардских семей. Альбоин был в 757 году избран правителем Сполетского герцогства местной знатью без каких-либо консультаций с королевским двором в Павии. В одном из своих посланий папа римский Стефан II (III) писал, что новый герцог Сполето был избран после его, а не королевского одобрения. Избрание Альбоина произошло во время междоусобия в Лангобардском государстве, когда после смерти короля Айстульфа, лично правившего Сполетским герцогством, престол оспаривали возвратившийся к светской жизни Ратхис и герцог Тосканы Дезидерий.
В это время в целом ряде областей Лангобардского королевства бушевали мятежи. Эти беспорядки были вызваны борьбой между так называемыми «лангобардской» и «франкской» партиями за контроль над папством. Папа римский Стефан II (III), на словах выступая сторонником Дезидерия, в реальности подстрекал герцогов Сполето и Беневенто, Альбоина и Лиутпранда, поддержать франкского короля Пипина Короткого. Обнадёженные папой, герцоги, желавшие с помощью франков избавиться от подчинённости королю лангобардов, обратились к Пипину с предложением стать его вассалами. Однако их послания остались без ответа.
В начале 758 года укрепившийся на лангобардском престоле Дезидерий выступил с войском против мятежников, захватил и разрушил города Сполето и Беневенто. Альбоин со многими своими приближёнными был взят в плен и казнён. Герцог же Луитпранд сумел бежать в византийский город Отранто. После установления контроля над Сполето Дезидерий не назначил нового герцога, а сам стал управлять завоёванными землями. Только в апреле 760 года герцогство было передано Гизульфу.